# Cyclodomorphus casuarinae
Cyclodomorphus casuarinae är en ödleart som beskrevs av  Duméril och BIBRON 1839. Cyclodomorphus casuarinae ingår i släktet Cyclodomorphus och familjen skinkar. Inga underarter finns listade i Catalogue of Life.